# Laguna de Oviedo
Laguna de Oviedo är en sjö i Dominikanska republiken.   Den ligger i provinsen Pedernales, i den sydvästra delen av landet, 170 km sydväst om huvudstaden Santo Domingo. Laguna de Oviedo ligger 2 meter över havet. Arean är 28,0 kvadratkilometer. Den sträcker sig 10,7 kilometer i nord-sydlig riktning, och 5,1 kilometer i öst-västlig riktning.